# Lee County (Alabama)
Lee County ist ein County im Bundesstaat Alabama der Vereinigten Staaten. Der Sitz der Countyverwaltung (County Seat) befindet sich in Opelika.
Das County wird vom Office of Management and Budget zu statistischen Zwecken als Auburn–Opelika, AL Metropolitan Statistical Area geführt.

## Geschichte
Lee County wurde am 5. Dezember 1866 aus dem Macon County und dem Russell County gebildet und zu Ehren von Robert E. Lee benannt.

### Historische Objekte

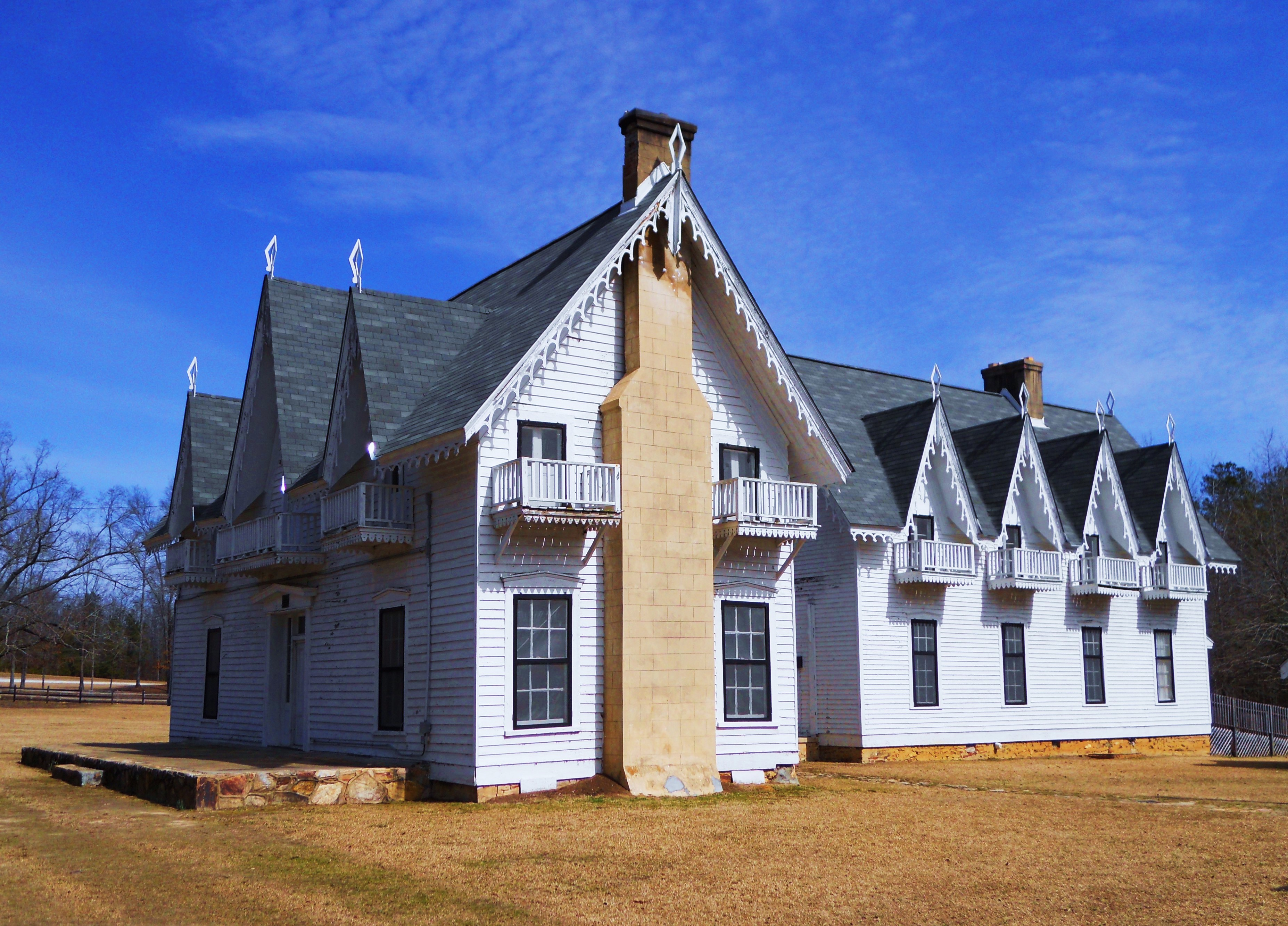
Spring Villa (2010)

- Etwa 9,6 Kilometer südöstlich von Opelika befindet sich die historische Spring Villa. Das Gebäude wurde 1978 vom National Register of Historic Places aufgenommen.[5]

Insgesamt sind 25 Bauwerke und Stätten im County im National Register of Historic Places (NRHP) eingetragen (Stand 3. April 2020), darunter der Auburn University Historic District, das Lee County Courthouse und die Auburn City Hall.

## Demographische Daten

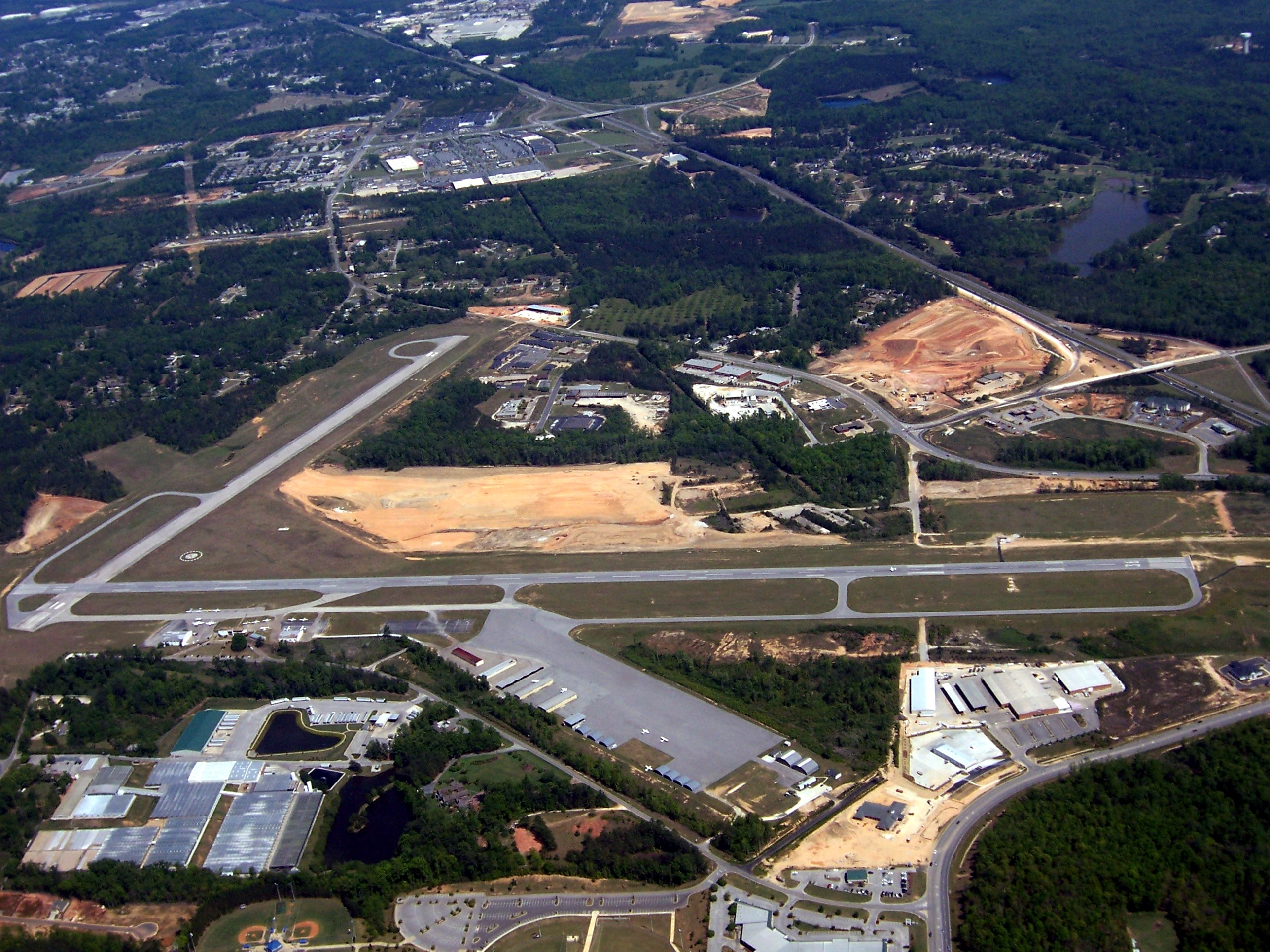
Vogelperspektive auf den Auburn University Regional Airport im Lee County

Nach der Volkszählung im Jahr 2000 lebten im Lee County 115.092 Menschen. Davon wohnten 4.467 Personen in Sammelunterkünften, die anderen Einwohner lebten in 45.702 Haushalten und 27.284 Familien. Die Bevölkerungsdichte betrug 73 Einwohner pro Quadratkilometer. Ethnisch betrachtet setzte sich die Bevölkerung zusammen aus 74,07 Prozent Weißen, 22,65 Prozent Afroamerikanern, 0,24 Prozent amerikanischen Ureinwohnern, 1,63 Prozent Asiaten, 0,02 Prozent Bewohnern aus dem pazifischen Inselraum und 0,46 Prozent aus anderen ethnischen Gruppen; 0,93 Prozent stammten von zwei oder mehr Ethnien ab. 1,43 Prozent der Bevölkerung waren spanischer oder lateinamerikanischer Abstammung.
Von den 45.702 Haushalten hatten 29,7 Prozent Kinder und Jugendliche unter 18 Jahren, die bei ihnen lebten. In 44,1 Prozent lebten verheiratete, zusammenlebende Paare, 11,8 Prozent waren allein erziehende Mütter, 40,3 Prozent waren keine Familien, 27,8 Prozent aller Haushalte waren Singlehaushalte und in 5,7 Prozent lebten Menschen im Alter von 65 Jahren oder darüber. Die Durchschnittshaushaltsgröße betrug 2,42 und die durchschnittliche Familiengröße betrug 3,03 Personen.
23,3 Prozent der Bevölkerung waren unter 18 Jahre alt, 22,7 Prozent zwischen 18 und 24, 28,1 Prozent zwischen 25 und 44, 17,8 Prozent zwischen 45 und 64 und 8,1 Prozent waren 65 Jahre oder älter. Das Durchschnittsalter betrug 28 Jahre. Auf 100 weibliche Personen kamen 96,9 männliche Personen und auf Frauen im Alter von 18 Jahren und darüber kamen 95,2 Männer.
Das jährliche Durchschnittseinkommen eines Haushalts betrug 30.952 USD, das Durchschnittseinkommen einer Familie 46.781 USD. Männer hatten ein Durchschnittseinkommen von 33.598 USD, Frauen 23.228 USD. Das Prokopfeinkommen betrug 17.158 USD. 11,1 Prozent der Familien und 21,8 Prozent der Einwohner lebten unterhalb der Armutsgrenze.

## Sonstiges
Die Auburn University ist mit ca. 24.000 Studenten die zweitgrößte Universität in Alabama. An der Auburn University befindet sich außerdem das Donald E. Davis Arboretum, ein Arboretum mit einer Fläche von fast sechs Hektar.

## Orte in Lee County
- Aubrey
- Auburn
- Beans Mill
- Beehive
- Beulah
- Blanton
- Bleecker
- Chewacla
- Dupree
- Farmville
- Gold Hill
- Griffen Mill
- Halawaka
- Hopewell
- James
- Jamesville
- Jester
- Loachapoka
- Marvyn
- McCulloh
- McRitchie Mill
- Meadows Crossroads
- Meadows Mill
- Mechanicsville
- Middle Brooks Crossroads
- Mitchell Crossroads
- Moffits Mill
- Monterey Heights
- Motts
- Mount Jefferson
- North Auburn
- Notasulga
- Opelika
- Parkers Crossroads
- Pepperell
- Phenix City
- Pine Grove
- Powledge
- Prince Crossroads
- Ridge Grove
- Roanoke Junction
- Rowells Crossroads
- Roxana
- Salem
- Shotwell
- Smiths Station
- Spring Villa
- Stonewall
- The Bottle
- Tillery Crossroad
- Wacoochee Valley
- Waverly
- Whatley Cross Road
- Wright Crossroads
- Yarbrough